# Коки Анзаи
Коки Анзаи (јап. 安西 幸輝; 31. мај 1995) јапански је фудбалер.

## Репрезентација
За репрезентацију Јапана дебитовао је 2019. године. За национални тим одиграо је 4 утакмице.

## Статистика
| Јапан  | Јапан | Јапан |
| Год.   | Ута.  | Гол.  |
| ------ | ----- | ----- |
| 2019   | 4     | 0     |
| Укупно | 4     | 0     |